# 控制杆

控制杆部件：1. 主要控制桿
2. 基座
3. 触发器
4. 附加按钮
5. 自動開火開關
6. 節流閥
7. 帽子开关（观察点）
8. 吸盤

控制杆（英語：Joystick）是一种输入设备，由基座和固定在上面作为枢轴的主控制杆组成，作用是向其控制的设备传递角度或方向信号。现时控制杆主要用来操纵电子游戏，通常有一个或多个按钮，按钮的状态也可被电脑识别。控制杆在应用上最热门的类比产品是现代电子游戏机使用的模拟杆。
控制杆一直是许多飞机，特别是军用喷气式飞机駕駛艙内的主要飞行控制器，分为中心杆和侧杆。
控制杆也用于控制机器，如起重机、卡车、水下机器人和零转弯半径割草机。小型手指控制杆已通过作为小型电子设备的输入装置，如移动电话。

## 历史
控制桿最先用作控制飛機的副翼和升降舵。

雅达利标准连接插头的电脑接口图:
1. 上
2. 下
3. 左
4. 右
5. 後備用
6. 開火按鈕
7. +5V直流電
8. 接地
9. 未有連接

通常认为“控制杆”一词由20世纪初法国飞行员罗贝尔·埃斯诺-佩尔特里最先使用的。同时还有他的飞行员伙伴Robert Loraine，James Henry Joyce和A.E. George。1910年，飞行员先驱Mr A.E. George 和他的同事Mr. Jobling在英格兰Newcastle建造并起飞了一架双翼飞机。据说是他发明了“乔治杆（George Stick）”，后来更多的被称为控制杆（joystick）。乔治和Jobling的飞机控制栏收藏在英格兰Newcastle Upon Tyne的Discovery Museum。在早期的飞机就有控制杆了，尽管具体操作的细节还不确定。
1944年左右在德国出现了第一个电动2轴控制杆。改进的该设备用于使滑翔炸弹Henschel Hs 293瞄准舰船目标。在这里，控制杆是由一个操作者来掌控让导弹射中目标。此时的控制杆只是一个开关，而不是模拟传感器，即数字操纵杆。控制杆到达导弹的信号是由无线电传递的。
这项发明被聚集在佩内明德Heeresversuchsanstalt的一伙科学家得到了。这些人当时正在德国火箭项目开发瀑布防空火箭，类似于V-2火箭系列，第一个地对空导弹。瀑布防空火箭的导向设备将电信号转换为无线电信号传达给导弹。
在20世纪60年代无线电控制飞机模型系统广泛使用控制杆，如1964年Phill Kraft 生产的Kwik Fly。Kraft Systems 最终成为计算机行业和其他用户的一个重要OEM控制杆供应商。电动轮椅是控制杆在除了无线电控制飞机以外的第一个行业，如1963年的Permobil。在这段期间内，美国宇航局使用控制杆作为阿波罗任务控制设备的一部分。例如，月球着陆器的测试模型使用控制杆操纵。

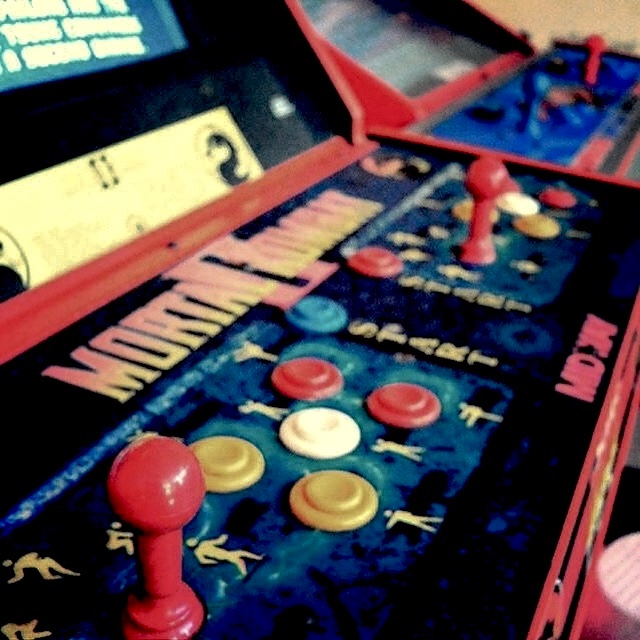
街機搖桿

1967年，电视电子游戏和Magnavox Odyssey游戏机的发明者Ralph H. Baer，创造了第一个电子游戏控制杆。该模拟控制杆，用两个电位器来测量电位。
为Atari 2600制定的雅达利标准控制杆，是一种数字控制杆，带有一个“开火”按钮，通过DE-9 connector连接，其电气规格多年来成为数字控制杆规格的“标准”。控制杆被普遍用于第一代和第二代游戏机，尽管控制杆，特别是街机式的，一直是各种游戏机的热门配件，但后来败给了大众熟悉的遊戲操縱手柄，是1985年的FC游戏机和1986年的Master System的控制器。
最近，模拟杆（或拇指杆，得名于用一个拇指即可控制）已成为电子游戏机的标准，而且还能使杆本身从中间位置移动到其他位置。这意味着软件不必在执行移动指令时跟踪位置或估计速度。这些设备通常采用磁探测器确定杆的位置。
在飞行控制领域出现了一种新型控制器，侧杆，一种类似于游戏控制杆的控制器，不同的是，这种控制器使用电子来操纵最新型飞机。除A300和A310外，几乎整个空客系列，包括全球最大的民用飞机A380，使用轻质的侧桿，增加驾驶员座舱的空间和能见度。

## 街机控制杆
街机控制杆是一种用于游戏机或电脑的大型控制器。一些街机上配置使用杆和按钮，用于使用特别的多键组合。例如，街机游戏《街头霸王II》或《真人快打系列》的6按钮布局在家用机的遊戲操縱手柄上实现起来并不舒服，所以有用于Xbox 360玩这类游戏的家用控制杆出现了。

## 技术细节

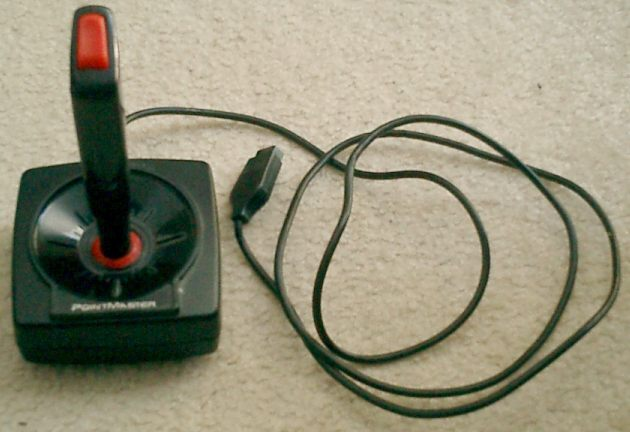
20世纪80年代的单键游戏控制杆

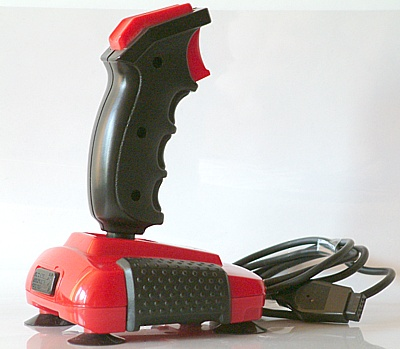
20世纪90年代的游戏控制杆

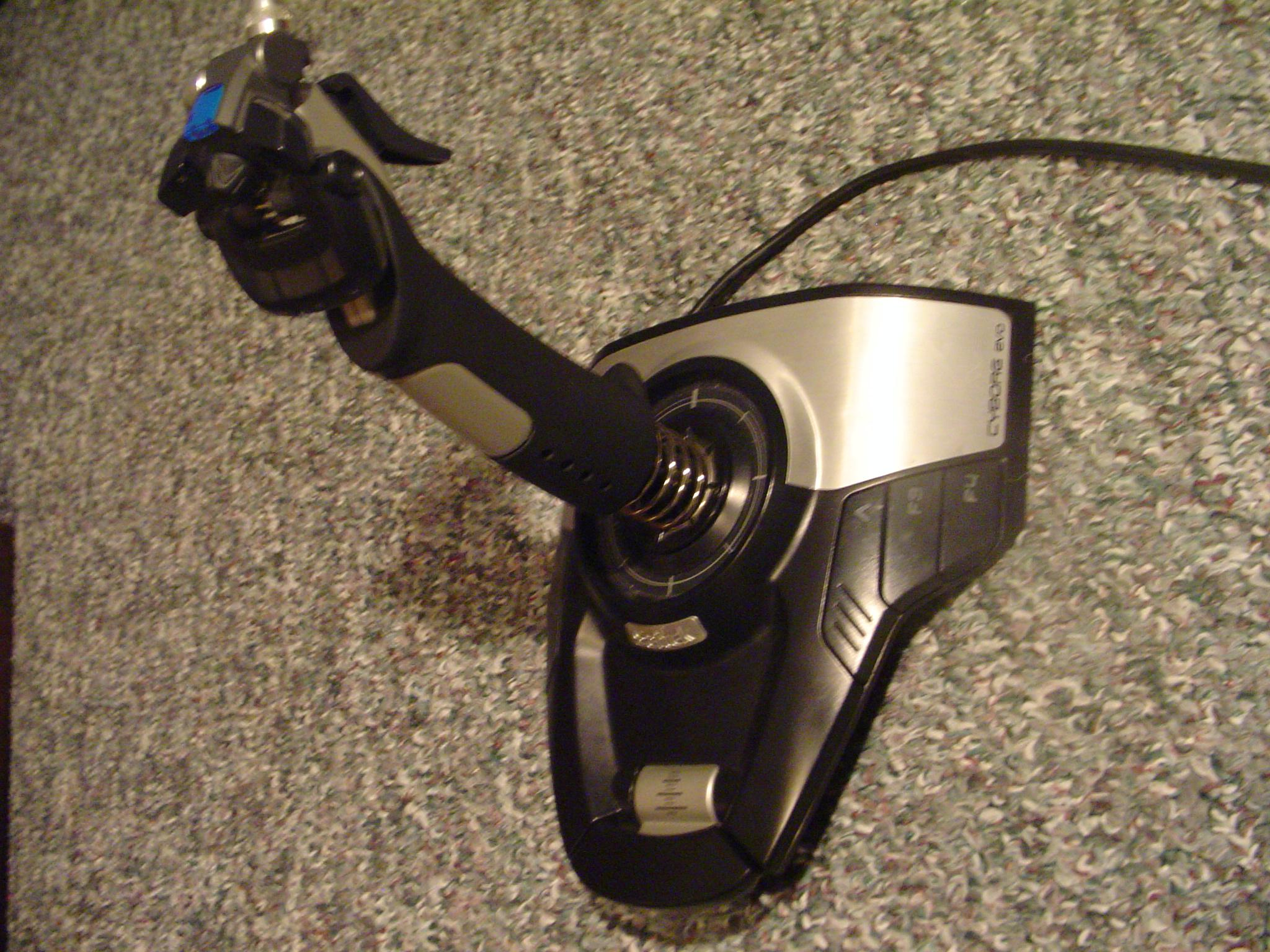
21世纪的游戏控制杆

大多数控制杆是二维的，有两个滚动轴（类似于鼠标)，也有一维和三维控制杆。控制杆的一般配置是，左右摇杆沿X轴发出向左或向右移动信号，前后摇杆沿Y轴发出向前（上）或后（下）移动信号。三维运动控制杆的配置是，旋转杆沿Z轴发出向左（逆时针）或向右（顺时针）旋转信号。X-Y-Z三轴，跟飞机，平衡，倾斜度，以及偏离角有关。
模拟控制杆是一种带持续状态的控制杆，即（通常使用电位器）返回在平面或空间里的任何方向上运动的角的程度并用数字控制杆给出四个方向的开关信号，和机械上可能的组合（如右上，左下，等）。（20世纪80年代，数字控制杆是电子游戏机，街机，和FC常见的游戏控制器。）
此外控制杆往往有一个或多个“开火按钮”，用来触发某种动作。这些都是简单的开关。
一些控制杆有振動反饋功能。因此这些不仅仅是被动的输入设备，而是可活动的设备。电脑可以返回信号使控制杆向反方向发力以阻止玩家的活动方向或是让控制杆震动。
大多数PC的I/O接口卡都有一个控制杆（游戏）端口。现代的控制杆大多使用USB接口连接到PC。

## 工业应用
近年来，控制杆在许多工业和制造业已得到普遍应用，如；起重机，装配线，林业设备，采矿卡车，挖土机。事实上，这种可以应对高要求的控制杆，在几乎所有现代液压控制系统中实际上取代了传统的机械控制杆。
由于工业操纵杆用于频繁的干粗活，所以做工比典型的电子游戏控制杆更结实耐用。这导致20世纪80年代霍尔效应传感器在这方面的发展和运用，如非接触式传感器。数家公司生产使用霍尔效应技术的工业应用控制杆。
两大制造商为世界上最大的OEM供应控制杆，世界上最大的mfg.供应卡特彼勒、John Deere、AGCO、CNH、JLG、GENIE等由DeltaTech Controls供应，Penny and Giles Controls 主要向大型液压系统提供商Sauer Danfoss供应控制杆。
在北美洲有3个小型区域制造商，也为企业供应控制杆，分别是：OEM Controls，Otto Engineering和PQ Controls。
在欧洲有一些制造商，供应到专门的市场，例如起重机控制，航空业等等。欧洲的全球控制杆供应商中有一家瑞士公司Genge & Thoma AG，既供应标准的控制杆也可为企业定做工业级控制杆。
大型的制造商能够按OEM的专门需求定做控制杆，而小型区域制造商专注于以高价向较小的OEM销售标准产品。

## 辅助技术
医用控制杆是一种輔助技術的指標裝置，是为相当严重的身体残疾的人用来取代鼠标的。这种控制杆不是用来玩游戏的，而是插入USB端口和控制光标的。对于患有手足徐動症或腦性麻痺的人来说，抓住控制杆比抓住鼠标容易。微型控制杆也可为肌肉乏力的人们提供帮助，如肌肉萎缩症或肌萎缩性脊髓侧索硬化症。它们还用于电动轮椅的控制，因为它们是简单而有效的一种控制方法。

### 帽开关

帽子开关-顶部，绿色

某些控制杆带有一个帽开关（Hat switch），也称为观察点开关（point of view switch）。它用来在一个虚拟世界环顾四周，浏览菜单等。例如，许多飞行模拟器使用它来切换玩家的视角， 而其他游戏有时用它作为十字鍵的替代品。
名词“帽开关”是「苦力帽開關」（Coolie hat switch）的簡稱，苦力帽是指箬笠。
在真实的飞机中，帽子开关可以做像控制副翼或调整方向舵之类的事。